# 1201 هـ
1201 هـ هي سنة في التقويم الهجري امتدت مقابلةً في التقويم الميلادي بين سنتي 1786 و1787.

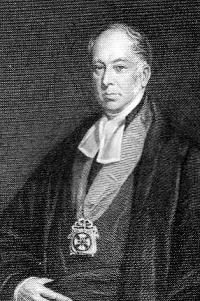
ريتشارد هويتلي

## أحداث
- الإمام عبد العزيز بن محمد يغادر الدرعية إلى مكة المكرمة للحج وهذه ثاني مرة يحج وأتى معه للحج ابنه سعود بن عبد العزيز وحفيده عبد الله بن سعود وحفيده الآخر وابن أخيه الإمام تركي وعدد من السكان من منطقة نجد والحجاز وعسير وشمال البلاد

## مواليد
- أحمد عرفان
- ريتشارد هويتلي
- محمد إسماعيل الموصلي

## وفيات
- قاسم بن حيدر الحرفوشي
- أحمد الدردير.